# 434 Hungaria
434 Hungaria è un asteroide della fascia principale. È stato scoperto l'11 settembre 1898 da Max Wolf, all'Università di Heidelberg.
È uno dei rari asteroidi di tipo E (asteroidi con elevato albedo) e presenta un'orbita caratterizzata da un semiasse maggiore pari a 1,9442150 UA e da un'eccentricità di 0,0735953, inclinata di 22,50488° rispetto all'eclittica. È inoltre il prototipo del gruppo degli asteroidi Hungaria.
L'asteroide prende il nome dal nome latino dello Stato dell'Ungheria, appunto Hungaria.